# La calle de las sirenas (canción)
La calle de las sirenas es una canción cantada por el grupo mexicano Kabah, incluida en su segundo álbum de estudio del mismo mombre (1996). Esta canción fue lanzada como el primer sencillo oficial del disco y es una de las más exitosas de la agrupación así como el video oficial que se lanzó a finales del año 1996.

## Otros datos
Esta canción es considerada un clásico en la música pop latinoamericano, el cual fue producido y remasterizado por el empresario y miembro de Grammy Academia, Carlos Prizzi (incluido el videoclip oficial de la canción) el cual obtuvo varios premios MTV.
Además ha tenido covers de éxito internacional, por ejemplo fue traducida al japonés por el grupo Tin Pan Market como Happy Sunshine, y al portugués por la cantante brasileña Yasmin Lucas como Na Rua dos bruxinhos. La banda fue reconocida con la misma no solo en México, sino en todo Centroamérica, Sudamérica y en los Estados Unidos y estuvo en la posición 67 de Las 100 grandiosas canciones de los 90s en español de VH1.
En 2023 también la canción formó parte del soundtrack de la película mexicana 'Como matar a mamá' con Blanca Guerra como la protagonista principal. Además de que en esa película participó la actriz y cantante Ximena Sariñana quien también realizó un cover junto a la agrupación.

## Video musical
Los integrantes están en varias escenografías simulando estando en un cuento de hadas y varios personajes ficticios del mismo.